# Robert Jarvik
Robert Koffler Jarvik, född 11 maj 1946 i Midland, Michigan, USA, död 26 maj 2025 i New York, var en amerikansk vetenskapsman och läkare, som är mest känd för sin roll i utvecklingen av det konstgjorda hjärtat Jarvik-7.

## Biografi
Jarvik är son till Norman Eugene Jarvik och Edythe Koffler Jarvik och växte upp i Stamford, Connecticut. Han är brorson till Murray Jarvik, en farmakolog som var meduppfinnare av nikotinplåstret.
Jarvik tog en kandidatexamen från Syracuse University och därefter en magisterexamen i medicinsk teknik från New York University.
Efter att ha blivit antagen till University of Utah School of Medicine avslutade Jarvik två års studier och anställdes 1971 av Willem Johan Kolff, en nederländskfödd läkare-uppfinnare vid University of Utah, som framställde den första dialysmaskinen och som arbetade med andra konstgjorda organ, inklusive ett hjärta. År 1976 tag han sin medicine doktorsexamen vid University of Utah men som medicinsk forskare slutförde han inte sin praktik och har aldrig licensierats till att utöva läkaryrket.
Jarvik har varit gift två gånger och har en son och en dotter med sin första hustru, Salt Lake City-författaren och journalisten Elaine Jarvik. År 2011 skrev hon och hennes dotter pjäsen A Man Enters, inspirerad av Jarviks frånvarande förhållande till sina barn efter deras skilsmässa. Jarvik har, sedan den 23 augusti 1987, varit gift med kolumnisten Marilyn vos Savant i tidskriften Parade.
I motsats till vissa källor  är Jarvik inte medlem i Jesu Kristi Kyrka av Sista Dagars Heliga.

## Karriär och vetenskapligt arbete
Jarvik började 1971 arbeta på University of Utahs program för artificiella organ, då under ledning av hans mentor Willem Johan Kolff. Vid den tiden använde programmet ett pneumatisk konstgjort hjärta konstruerat av Clifford Kwan-Gett som hade hållit liv i ett djur i labbet i 10 dygn. Kolff gav Jarvik i uppdrag att konstruera ett nytt hjärta som skulle övervinna Kwan-Gett-hjärtats problem, vilket så småningom resulterade i Jarvik-7-enheten.
År 1982 utförde teamet ett artificiellt hjärtimplantat - det andra någonsin, 13 år efter Domingo Liotta och Denton Cooleys första 1969. William DeVries implanterade först Jarvik-7 i den pensionerade tandläkaren Barney Clark vid University of Utah den 2 december 1982. Clark krävde frekventa besök på sjukhuset under de kommande 112 dygnen, varefter han avled. Under täta presskonferenser för att uppdatera om patientens tillstånd informerade Jarvik tillsammans med DeVries världens medier om Clarks tillstånd. Flera följande implantationer av Jarvik-7-hjärtat utfördes av Humana, ett stort vårdförsäkringsbolag. Den andra patienten, William J. Schroeder, överlevde 620 dygn. År 1983 mottog Jarvik och DeVries Golden Plate Award av American Academy of Achievement för sitt arbete.
År 2006 började Jarvik medverka i TV-reklam för Pfizers kolesterolmedicin Lipitor. Två kongressledamöter inledde, som en del av sin kampanj mot kändisstöd, en utredning om huruvida hans TV-reklam utgör medicinsk rådgivning som ges utan licens att utöva medicinsk verksamhet. En reklamfilm visade Jarvik roende, men han rodde inte själv utan en dubbelgångare användes. Senare sade Jarvik att han inte hade tagit Lipitor innan han blev talesman för företaget. Den 25 februari 2008 meddelade Pfizer att man skulle upphöra med sina annonser med Jarvik.